# Fawaz Jneid
Fawaz Jneid (arabisch فواز جنيد, DMG Fawwāz Ǧunaid; * 1964 in Tripoli (Libanon) ) ist ein ehemaliger Imam der salafistischen As-Soennah-Moschee in Den Haag. Er wurde zwar im Libanon geboren, besitzt aber die syrische Staatsangehörigkeit; er hat zudem einen niederländischen Pass.

## Leben
Fawaz Jneid  arbeitete als Imam in Saudi-Arabien und den Vereinigten Arabischen Emiraten; im letzteren Land hatte man wegen seiner extremistischen Reden über ihn ein Predigtverbot verhängt. Nach dem Golfkrieg bekam er Probleme auf Grund seiner antiamerikanischen Haltung und zog im Jahr 1992 in die Niederlande. Fawaz spricht Niederländisch, lässt sich aber in der Öffentlichkeit von einem Dolmetscher unterstützen.
Einige Wochen vor dem Mord an Theo van Gogh sprach er in einer Predigt Flüche auf Ayaan Hirsi Ali und Theo van Gogh aus:

„Oh Gott, hier sind Ayaan Hirsi Ali und van Gogh (Gemeinde sagt Amen),

Du sollst sie belasten mit Deiner Wut und Verachtung (Amen),

Oh Gott, gebe van Gogh eine Krankheit, die kein Mensch dieser Erde heilen kann (Amen),

Er soll dadurch vergeblich den Tod verlangen und nicht bekommen,

Oh Gott, besorge van Gogh ein Elend, bei dem er den Tod verlangt und nicht bekommt,

(…) Oh Gott, verblende das Augenlicht von Ayaan Hirsi Ali, wie Du ihr Herz verblendet hast,

(…) Oh Gott, besorge ihrem Gehirn Krebs,

Oh Gott, besorge ihr Zungenkrebs,

Oh Gott…“

Im November reichte Ayyan Hirsi Ali eine Beschwerde gegen ihn wegen Drohungen ein.
Im April 2008 bezeichnete Fawaz den niederländischen Abgeordneten Ahmed Marcouch als Munāfiq (Heuchler), da Marcouch muslimischen Jugendlichen empfohlen haben soll, auf eine bestimmte islamische Kleiderordnung zu verzichten. Marcouch bezeichnete die Äußerung von Fawaz als Fatwa und forderte die Einführung eines gesetzlichen Verbots zum Aussprechen von Fatwas. Der marokkanschstämmige Bürgermeister von Rotterdam Ahmed Aboutaleb forderte die Entlassung des umstrittenen Imams. Aboutaleb meinte, Fawaz schade der marokkanischen Gemeinde und bringe die Marokkaner in Verruf, so dass Unternehmen keine Marokkaner einstellen würden und deshalb marokkanischstämmige Jugendliche Schwierigkeiten bei der Jobsuche hätten. Jneid kritisierte ferner die niederländische Politikerin Femke Halsema wegen ihrer Aufforderung, das Kopftuch abzulegen; seiner Ansicht nach schütze es vor Vergewaltigungen.
Im Strafprozess gegen den antiislamischen Politiker Geert Wilders war Jneid einer der 18 von diesem angefragten Zeugen, eine entsprechende Vorladung wurde vom Amsterdamer Gerichtshof allerdings nicht wahrgenommen.